# Gare de Sainte-Lizaigne
Gare de Sainte-Lizaigne vasútállomás Franciaországban, Sainte-Lizaigne településen.

## Vasútvonalak
Az állomást az alábbi vasútvonalak érintik:
- Orléans–Montauban-vasútvonal

## Kapcsolódó állomások
A vasútállomáshoz az alábbi állomások vannak a legközelebb:
- Gare d’Issoudun (Gare de Montauban-Ville-Bourbon, Orléans–Montauban-vasútvonal)
- Gare de Reuilly (Gare des Aubrais - Orléans, Orléans–Montauban-vasútvonal)